# Piaggio MP3
Der Piaggio MP3 ist ein dreirädriger Großroller des italienischen Fahrzeugherstellers Piaggio.

## Konzept und Versionen
Mit dem Piaggio MP3 wurde 2006 ein neues Fahrzeugkonzept vorgestellt, das als Besonderheit zwei neigbare Vorderräder – vergleichbar einem Pendelgespann – und ein herkömmlich angetriebenes Hinterrad hat. Es waren zunächst drei Motorvarianten mit 125, 250 und 400 cm³ erhältlich. Später ersetzten 300- und 500-cm³-Motoren die 250er und 400er. Die beiden Vorderräder stehen im Abstand von 420 mm zueinander, sind durch eine komplexe Parallelogrammaufhängung mit dem Rahmen verbunden und ermöglichen eine Kurvenneigung von maximal 40 Grad. Dies verleiht dem Fahrzeug eine bessere Stabilität und verhindert weitgehend ein Umkippen bei rutschigem Untergrund. Somit ist der MP3 besser für schlechte Witterungsbedingungen geeignet als ein Einspurfahrzeug. Die drei Reifen verschaffen weiterhin eine größere Bodenhaftung als beim Zweirad, was einen kürzeren Bremsweg ermöglichen kann, ohne dass auf die Fahrdynamik eines Motorrollers verzichtet werden muss.
Der Abstand der Vorderräder wurde so gewählt, dass der MP3 mit geringen Modifikationen als einspuriges Kraftfahrzeug oder als mehrspuriges Kraftfahrzeug angemeldet werden kann. Werksseitig gab es ab 2006 die Varianten RL als Motorroller (125 RL, 250 RL und 400 RL) sowie die Variante LT (LT 250, LT 400 und LT 300 YOURBAN) als mehrspuriges Kraftfahrzeug ab 2009. Die LT-Version hat zusätzlich zu den Bremsgriffen ein Bremspedal, mit dem sich alle Räder bremsen lassen, anders angebrachte vordere Blinker und ein anderes vorderes Standlicht, um den gesetzlichen Bestimmungen für mehrspurige Kraftfahrzeuge zu genügen. Derzeit werden Versionen mit 493 cm³, 330 cm³ und 278 cm³ angeboten.
In den ersten sechs Monaten nach der Markteinführung wurden bereits über 10.000 Stück verkauft.

### 2007
Im Jahre 2007 wurde der technisch weitgehend baugleiche Gilera Fuoco 500ie (italienisch für Feuer) eingeführt. Er hatte einen stärkeren Motor (40 PS) und sah „sportlicher“ aus. Für die Zulassung als mehrspuriges Kraftfahrzeug war die Spurbreite der Vorderräder jedoch um 2 cm zu gering.

### 2009
Im Herbst 2009 führte Piaggio den MP3 als ersten Motorroller mit Hybridantrieb ein. Hier wird der 125-cm³-Motor durch einen in die Triebschwinge integrierten Elektromotor unterstützt. Der im Helmfach unter der Sitzbank platzierte Lithium-Ionen-Akku kann während der Fahrt im Schiebebetrieb und separat an einer Steckdose nachgeladen werden. Die Reichweite soll „bei einer Bewältigung der Strecke zu zwei Dritteln im Hybridmodus und einem Drittel im Elektromodus“ je Liter Benzin bis zu 60 km betragen; die Beschleunigungswerte sollen besser als die der reinen Verbrennermodelle sein.

### 2015
Mit dem Modelljahrgang 2015 wurden eine abschaltbare Traktionskontrolle (ASR) und das von Continental stammende 3-Kanal-Antiblockiersystem (ABS) eingeführt. Zudem wurde der Durchmesser der Vorderräder von 12" auf 13" erhöht.

### 2020
Mit dem Modelljahrgang 2020 ist wahlweise ein elektrischer Rückwärtsgang verfügbar. Dieser schafft 2–3 km/h bei maximal 18 % Steigung (15 % mit Sozius).

### 2022
Ihm folgt 2022 die dritte MP3-Generation in Form der Piaggio MP3 530 hpe mit 32,5 kW (44 PS) und einer Höchstgeschwindigkeit von 145 km/h. Er bietet einen Spurwechselassistenten, Toter-Winkel-Warner, Rückfahrkamera, die beim Rückwärtsfahren die Sicht nach hinten im Display anzeigt, Abstandsradar, Spurhalteassistent und dazu einen Tempomat. Das Kombibremssystem ist so definiert, dass die Handbremshebel jeweils separat auf Vorder- und Hinterradbremse wirken; mit dem Bremspedal werden sowohl Vorder- als auch Hinterradbremse aktiviert. Durch die neue Fly-by-wire-Gasgriffbetätigung konnte ein extra aktivierbarer Eco-Modus realisiert werden, Piaggio verspricht dabei um zehn Prozent geringeren Verbrauch als im Standard-Mapping. Das getönte Windschild ist per Bordwerkzeug in drei Stellungen über einen Bereich von zirka sieben Zentimeter verstellbar. Die Vergrößerung der beiden Vorderradfelgen von 12 auf 13 Zoll Durchmesser erhöhen den Fahrkomfort. Mit Android- und iOS-Handys lassen sich zahlreiche Informationen abrufen und verwalten (von Navigation bis Schräglagewinkel).

## Modelle
| Name des Modells/Ausführung     | Baujahr   | Motor        | Modellcode                                  | Rahmennummer        |
| ------------------------------- | --------- | ------------ | ------------------------------------------- | ------------------- |
| MP3 125 E2                      | 2006–2008 | M473M        | NTR4000U01                                  | ZAPM47300 ZAPM47301 |
| MP3 125 IE E3                   | 2008–2009 | M631M        | NTR4000U05                                  | ZAPM63100           |
| MP3 125 IE Hybrid E3            | 2009      | Hybrid M651M | NTR8000U01 NTR8000U03                       | ZAPM65100           |
| MP3 125 IE Touring E3           | 2011–2012 | M631M        | NTR4000U07                                  | ZAPM63100           |
| MP3 125 IE Yourban ERL E3       | 2011–2013 | M711M        | NTRM000U01 NTRM000U03                       | ZAPM71100 ZAPM71101 |
| MP3 250 IE RL E3                | 2006–2008 | M472M        | NTR5000U01                                  | ZAPM47200 ZAPM47201 |
| MP3 250 IE LT E3                | 2008–2009 | M632M        | NTRA000U01                                  | ZAPM64100           |
| MP3 250 IE RL MIC E3            | 2008–2009 | M632M        | NTR5000U05                                  | ZAPM63200           |
| MP3 300 IE LT-Sport E3          | 2009–2014 | M634M        | NTRC000U01 NTRC000U03 NTRC000U09            | ZAPM64102           |
| MP3 300 IE RL MIC E3            | 2010      | M634M        | NTR9000U01 NTR9000U03                       | ZAPM63301           |
| MP3 300 IE LT Hybrid E3         | 2010–2011 | Hybrid M652M | NTRG000U01                                  | ZAPM72100           |
| MP3 300 IE ERL Hybrid E3        | 2010–2013 | Hybrid M652M | NTRH000U01                                  | ZAPM65200           |
| MP3 300 IE RL Touring E3        | 2011–2012 | M634M        | Australia ETR9000AU2 W.V.T.A. NTR9000U04    | ZAPM63301           |
| MP3 300 IE LT Touring E3        | 2011–2013 | M634M        | NTRC000U05 NTRC000U07                       | ZAPM64102           |
| MP3 300 IE ERL Yourban E3       | 2011–2015 | M712M        | ETRN000AU1 ETRN000MX1>2 NTRN000U01>5        | ZAPM71200 ZAPM71*** |
| MP3 300 IE LT ERL Yourban E3    | 2011–2016 | M712M        | NTRP000U01 NTRP000U03                       | ZAPM75100           |
| MP3 300 IE LT ABS E3            | 2014–2016 | M862M M864M  | Israel ETRR000IL1 W.V.T.A. NTRR000U01>10    | ZAPM86200 ZAPM86202 |
| MP3 300 IE LT ABS E4            | 2016–2018 | TA11M        | NTRR000U11 NTRR000U13 NTRR000U15 NTRR000U16 | ZAPTA1100 ZAPTA19L* |
| MP3 300 IE LT Yourban E4        | 2017–2018 | TA01M        | NTRP000U05 NTRP000U06 NTRP000U07 NTRP000U08 | ZAPTA0100           |
| MP3 400 IE RL E3                | 2007–2008 | M474M        | NTR6000U01                                  | ZAPM59100           |
| MP3 400 IE RL MIC E3            | 2008–2009 | M474M        | NTR6000U03 NTR6000U05                       | ZAPM59102           |
| MP3 400 IE LT-Sport E3          | 2008–2010 | M474M        | NTRB000U01 NTRB000U03                       | ZAPM5910* ZAPM64200 |
| MP3 400 IE RL Touring E3        | 2011      | M474M        | NTR6000U06                                  | ZAPM59101           |
| MP3 400 IE LT Touring E3        | 2011      | M474M        | NTRB000U06                                  | ZAPM64200           |
| MP3 500 IE RL Sport-Business E3 | 2011–2012 | M611M        | NTRE000U01 NTRE000U03 NTRD000U05            | ZAPM59200           |
| MP3 500 IE LT Sport-Business E3 | 2011–2013 | M611M        | NTRD000U01 NTRD000U03 NTRD000U05 NTRD000U09 | ZAPM64300           |
| MP3 500 IE LT Business E3       | 2014–2016 | M861M        | NTRS000U01 NTRS000U03 NTRS000U09 NTRS000U13 | ZAPM86100 ZAPM86101 |
| MP3 500 IE LT Sport E3          | 2014–2016 | M861M        | NTRS000U05 NTRS000U07 NTRS000U11 NTRS000U15 | ZAPM86100 ZAPM86101 |
| MP3 500 IE LT E4                | 2016–2018 | TA12M        | Israel ETRS000IL4 W.V.T.A. NTRS000U17>23    | ZAPTA1200 ZAPTA1201 |
| MP3 400 HPE E5                  | 2021–2022 | TD13M        | NTS1HTEU02                                  | ZAPTD1200           |
| MP3 500 HPE E5                  | 2021–2022 | TD12M        | NTRZ000U01                                  | ZAPTD1102           |
| MP3 500 HPE Sport Advanced      | 2019–     | TA15M        | NTRSXE5U31                                  | ZAPTA1204           |
| MP3 530 HPE                     | 07/2022–  | TD31M        | NTT1D1EU01                                  | ZAPTD3100           |

2022 ist der MP3 in den Modellen MP3 300, MP3 400, MP3 500 und MP3 530, jeweils in verschiedenen Ausführungen, erhältlich.

## Führerscheinrecht

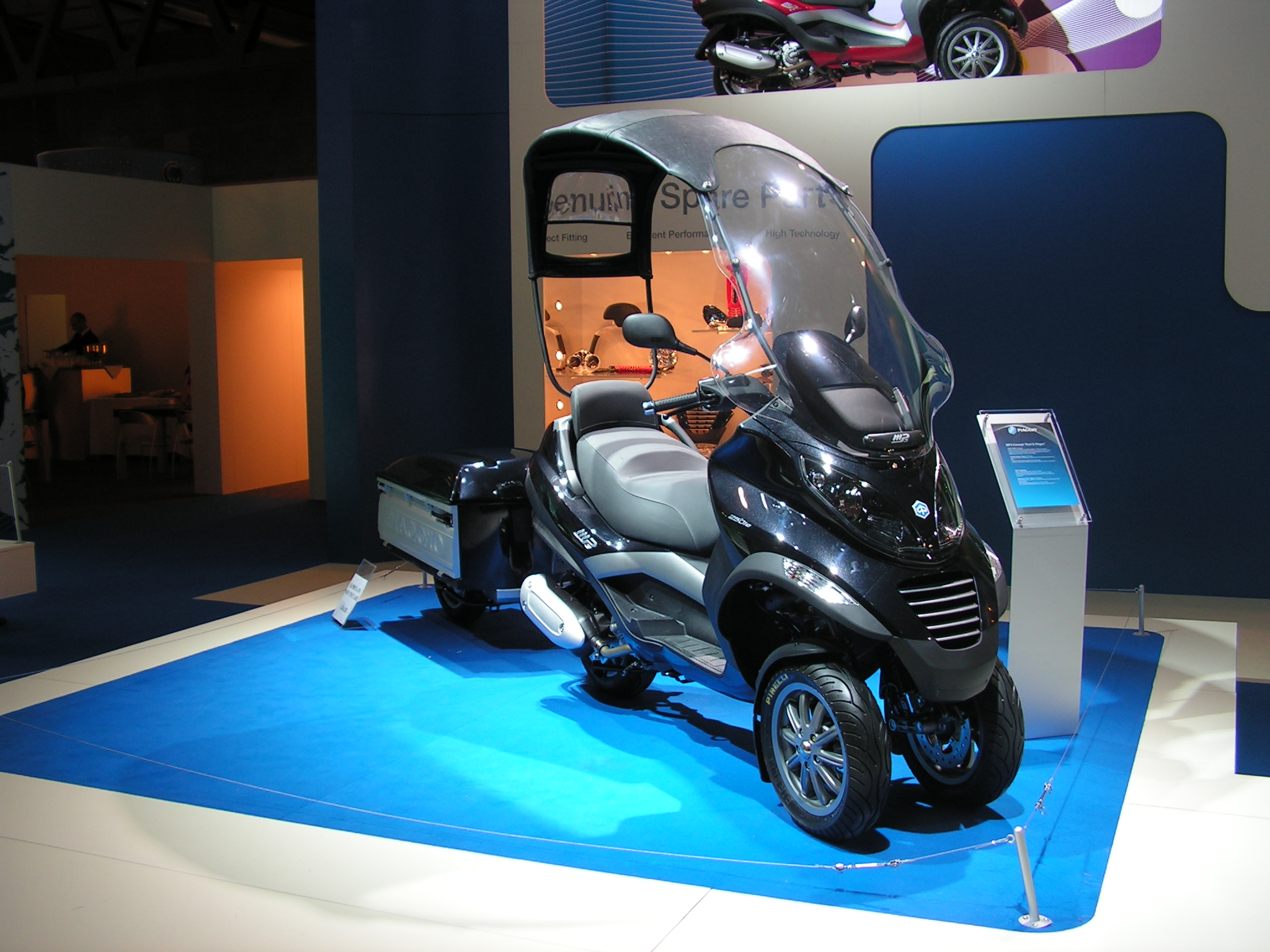
Piaggio MP3 mit Dach und Anhänger

Gemäß der EU-Richtlinie 2006/126/EG ist seit Januar 2013 zum Führen des MP3 ein Motorradführerschein – Klasse A1 für bis zu 15 kW oder Klasse A für mehr als 15 kW Motorleistung – erforderlich. Die mehrspurige Variante LT zählt seitdem als PKW, während die Variante RL als Motorroller behandelt wird, darf jedoch aus Gründen des Bestandsschutzes auch mit einer Fahrerlaubnis der Klasse B gefahren werden, sofern die Fahrerlaubnis vor dem 19. Januar 2013 erteilt wurde.
Diese Regelung wurde später für Deutschland – nicht die gesamte EU – gelockert: Die ab dem 19. Januar 2013 erworbene Klasse B umfasst jetzt wieder das Führen von dreirädrigen Kraftfahrzeugen in Deutschland (Schlüsselziffer 194). Wenn das Krad eine Motorleistung von mehr als 15 kW hat, gilt diese Berechtigung nur, wenn der Führerscheininhaber mindestens 21 Jahre alt ist. Für Erwerber der Klasse B nach dem 27. Dezember 2016 gilt hierzu § 6 Abs. 3a der FeV.
Frankreich
Um einen Metropolis fahren zu dürfen, muss man seit mindestens zwei Jahren im Besitz eines PKW-Führerscheins sein und eine theoretische und praktische Fahrschulausbildung absolvieren, die insgesamt sieben Stunden umfasst. Sie teilt sich auf in zwei Stunden Theorie, zwei Stunden Fahrtraining auf einem Übungsgelände und drei Stunden Fahrtraining im Straßenverkehr. Eine Abschlussprüfung ist nicht vorgesehen. Die Pflicht zu dieser Fahrschulausbildung entfällt, wenn man den PKW-Führerschein zwischen dem 1. Januar 2006 und dem 31. Dezember 2010 erworben hat.
Österreich und EU/EWR-Ausland
Eine ab dem 19. Jänner 2013 erworbene Klasse A1 umfasst dreirädrige Krafträder bis 15 kW (20 PS)
Eine ab dem 19. Jänner 2013 erworbene Klasse A umfasst alle dreirädrigen Krafträder (Mindestalter 21 Jahre!)
Eine vor dem 19. Jänner 2013 erworbene Lenkberechtigung der Klasse B umfasst auch das Lenken von dreirädrigen Kraftfahrzeugen mit oder ohne leichtem Anhänger im ganzen EU/EWR-Raum. Zur Wahrung der erworbenen Rechte werden die Codes 79.03 und 79.04 bei der Klasse A (!) in den Führerschein eingetragen
Ausschließlich in Österreich
Eine ab dem 19. Jänner 2013 erworbene Klasse B umfasst ab dem 21. Geburtstag alle dreirädrigen Krafträder, aber nur für den Verkehr in Österreich.
Eine vor dem 19. Jänner 2013 erworbene Klasse A umfasst die Berechtigung, Kraftfahrzeuge mit drei oder vier Rädern, deren Eigenmasse nicht mehr als 400 kg beträgt, zu lenken, aber nur für den Verkehr in Österreich.

## Vergleich
In den Werksangaben erfolgt kaum eine Angabe von Beschleunigungswerten oder der Höchstgeschwindigkeit, mit der Begründung, dass Dreirad-Roller in erster Linie für den Stadtverkehr konzipiert wurden. Aus Testberichten wurden folgende Werte entnommen:
| Modell                    | Peugeot Metropolis | Yamaha Tricity  | Quadro QV3        | Kymco CV3           | Piaggio MP3 530 |
| ------------------------- | ------------------ | --------------- | ----------------- | ------------------- | --------------- |
| Beschleunigung 0–100 km/h | 11,93 s            | 13,74 s         | 12,03 s           | 8,32 s              | 10,2 s          |
| Beschleunigung 0–120 km/h | 18,78 s            | 28,23 s         | 35,79 s           | 13,38 s             | 14,80 s         |
| Höchstgeschwindigkeit     | 138 km/h           | 123 km/h        | 120 km/h          | 158 km/h            | 148 km/h        |
| Leistung                  | 26,2 kW (35,6 PS)  | 20,6 kW (28 PS) | 21,2 kW (28,8 PS) | 37,5 kW (51 PS) (a) | 32 kW (43,5 PS) |

Dreirad-Motorroller sind nicht mit einem Trike oder einem Threewheeler zu verwechseln.

### Neuzulassungen 2022
| Modell                                                | Peugeot Metropolis | Yamaha Tricity | Kymco CV3 | Piaggio MP3 (alle) |
| ----------------------------------------------------- | ------------------ | -------------- | --------- | ------------------ |
| Zulassungszahlen Deutschland 2022 Januar bis Dezember | 606                | 518            | 122       | 1520               |
| Zulassungszahlen Frankreich 2022 Januar bis Dezember  | 1351               | 1758           | 968       | 5805 (b)           |

Die Anzahl aller Neuzulassungen in Deutschland macht nur 27 % der Neuzulassungen in Frankreich aus.

### Neuzulassungen 2023
| Modell                                                | Peugeot Metropolis | Yamaha Tricity | Kymco CV3 | Piaggio MP3 (alle) |
| ----------------------------------------------------- | ------------------ | -------------- | --------- | ------------------ |
| Zulassungszahlen Deutschland 2023 Januar bis Dezember | 347                | 300            | 249       | 1227               |
| Zulassungszahlen Frankreich 2023 Januar bis Dezember  | 976                | 1655           | 1515      | 4465               |

Verglichen mit 10.138 Neuzulassungen aller dreirädrigen Roller in Frankreich im Jahr 2022, ist 2023 ein Rückgang um 15,28 % auf 8589 zugelassene Dreiräder zu verzeichnen. Die Gründe sind vielfältig. Einerseits gab es 2022 eine ganze Reihe von Modellverbesserungen, Kymco kam neu auf den Markt. Andererseits kamen 2023 eine neue Parkgebühr für Kraftfahrzeuge in Paris, erhöhte Benzinpreise, die Inflation, schlechteres Wetter und schwierige geopolitische Rahmenbedingungen. Einzig Kymco konnte seine Verkaufszahlen gegenüber dem Vorjahr um 56,5 % steigern. In Deutschland gingen die Zulassungszahlen erheblich zurück.

### Neuzulassungen 2024
| Modell                                                | Peugeot Metropolis | Yamaha Tricity | Kymco CV3 | Piaggio MP-3 400 |
| ----------------------------------------------------- | ------------------ | -------------- | --------- | ---------------- |
| Zulassungszahlen Deutschland 2024 Januar bis Dezember | 266                | 505            | 304       | 119              |

2024 wurden in Deutschland 2342 Dreiradroller neu zugelassen, was einem Anstieg von 3,7 % entspricht.